# Luis Fuentes (Fußballspieler, 1986)
Luis Fernando Fuentes Vargas (* 14. September 1986 in Chetumal) ist ein mexikanischer Fußballspieler. Seit 2008 spielt er für den Club Tijuana in der mexikanischen ersten Liga.

## Karriere

### Verein
Fuentes begann seine Karriere beim UNAM Pumas. Sein Profidebüt gab er am 1. Spieltag der CONCACAF Champions League 2008/09 gegen den CD Luis Ángel Firpo. Sein Erstligadebüt gab er am 9. Spieltag der Clausura 2008/09 gegen den Club San Luis. Mit den Pumas wurde er 2009 und 2011 Meister der Clausura und erreichte 2010 und 2012 das Halbfinale der CONCACAF Champions League.

### Nationalmannschaft
Im November 2015 wurde er erstmals in das Nationalteam berufen und gab im WM-Qualifikationsspiel gegen El Salvador sein Länderspieldebüt.